# 魯甸県
魯甸県（ろでん-けん）は中華人民共和国雲南省昭通市に位置する県。

## 地理
面積1519平方キロメートルのうち山林総面積は87.9％でダムは12.1％を占めている。

## 行政区画
下部に2街道、9鎮、2民族郷を管轄する。
- 街道
  - 文屏街道、硯池街道
- 鎮
  - 竜頭山鎮、水磨鎮、小寨鎮、江底鎮、火徳紅鎮、竜樹鎮、新街鎮、梭山鎮、楽紅鎮
- 民族郷
  - 桃源回族郷、茨院回族郷

## 交通

### 道路
- 高速道路
  - 渝昆高速道路
- 国道
  - G213国道
  - G356国道